# 疣酋婦蟹
疣酋妇蟹（学名：Eriphia verrucosa）是一种螃蟹，产于在黑海、地中海和大西洋东部，分布范围从布列塔尼到毛里塔尼亚和亚速尔群岛。最北在康瓦尔郡发现过个体。曾经在黑海地区数量众多，1980年代开始数量减少，现被乌克兰列入濒危物种。

## 生態學
疣酋妇蟹生活在浅水区的石头和海藻中间，从石头遍布的海岸线到15米深水域。据报道以双壳纲、腹足纲和寄居蟹为食物，亦捕食软体动物和多毛类生物。在黑海，疣酋妇蟹是唯一的可以击碎入侵物种红皱岩螺（Rapana venosa）的原生螃蟹。尽管它不可能对这种入侵物种进行有效生物控制。该物种生存受到富营养化和污染威胁。

## 描述
疣酋妇蟹宽度可达9cm，长度可达7cm。其壳厚且光滑，颜色从棕红色到棕绿色，上面分布黄色斑点。蟹钳强壮，尖端为黑色，通常一只比别的大大。春天，疣酋妇蟹移动到浅水区，通常水深不到1米，5月或者6月开始繁殖。该物种是产量丰富。有四个幼虫阶段，从溞状幼体到大眼幼体。